# Zawisza Czarny (Schiff, 1952)
Die Zawisza Czarny (POL 1) ist das größte Schiff der polnischen Pfadfinder, der Heimathafen ist Gdynia.

## Schiff
Das Schiff wurde 1952 von der Remontowa Shipbuilding SA, Danzig gebaut. Die Zawisza Czarny besitzt einen Stahlrumpf und wurde ursprünglich als Fischereischiff genutzt. 1961 wurde das Schiff zum ersten Mal generalüberholt. 1963 wurde es um drei Meter verlängert. Nachdem es außer Betrieb gestellt worden war, wurde es zum Segelschiff umgebaut. Das Schiff wurde mit den heutigen drei Masten ausgestattet und ein ehemaliger U-Boot-Motor wurde als Schiffsdiesel eingebaut.
Das Rigg des Schiffes hat Seltenheitswert. Die Segel an den drei Masten sind als Spreizgaffel-Schoner (Wishbone Ketch) getakelt. Heute sind nur noch wenige Großsegler mit diesem Rig bestückt, meist wird es von kleineren Seglern genutzt.

## Name

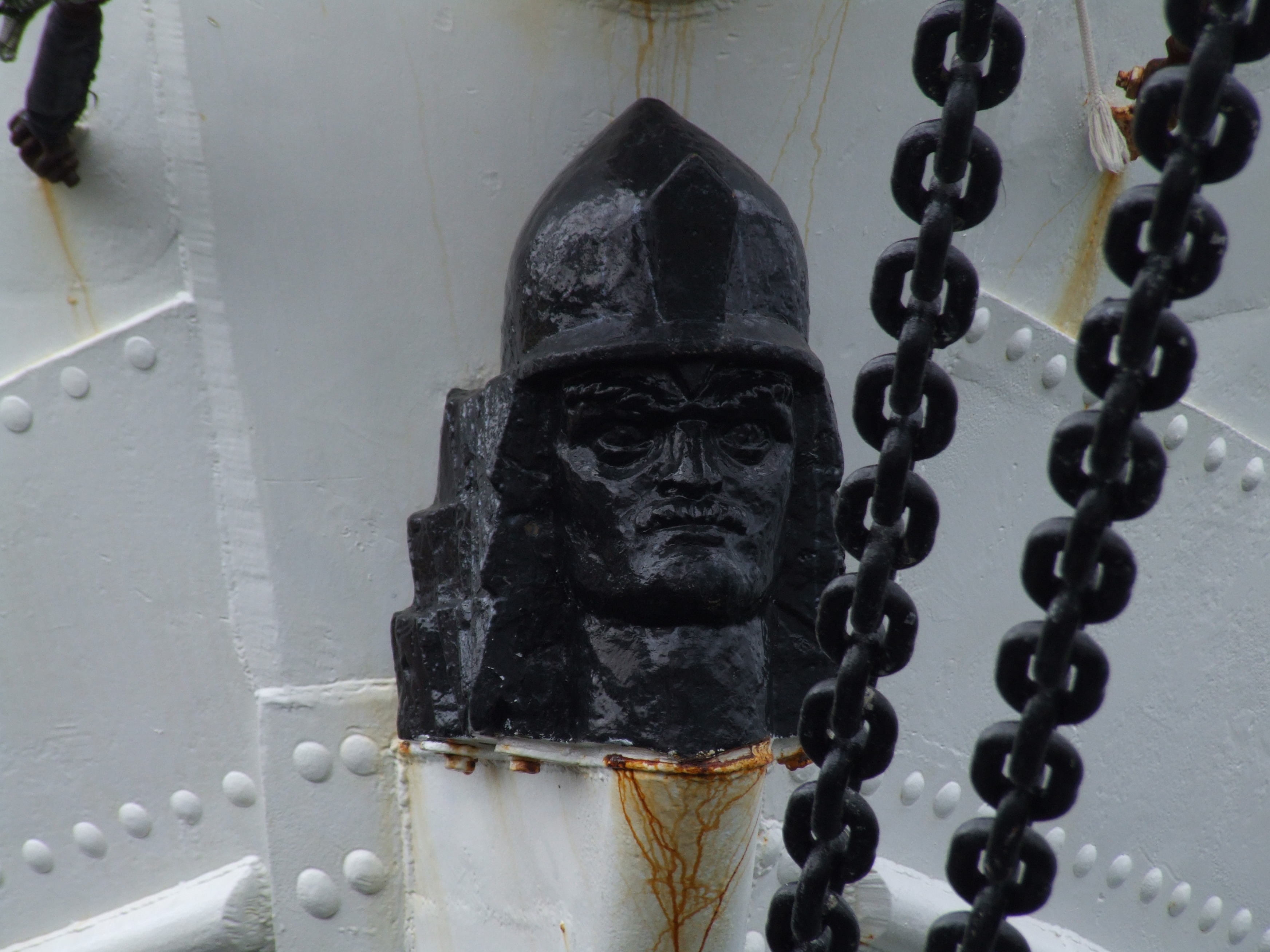
Zawisza Czarny am Bug des Schiffes

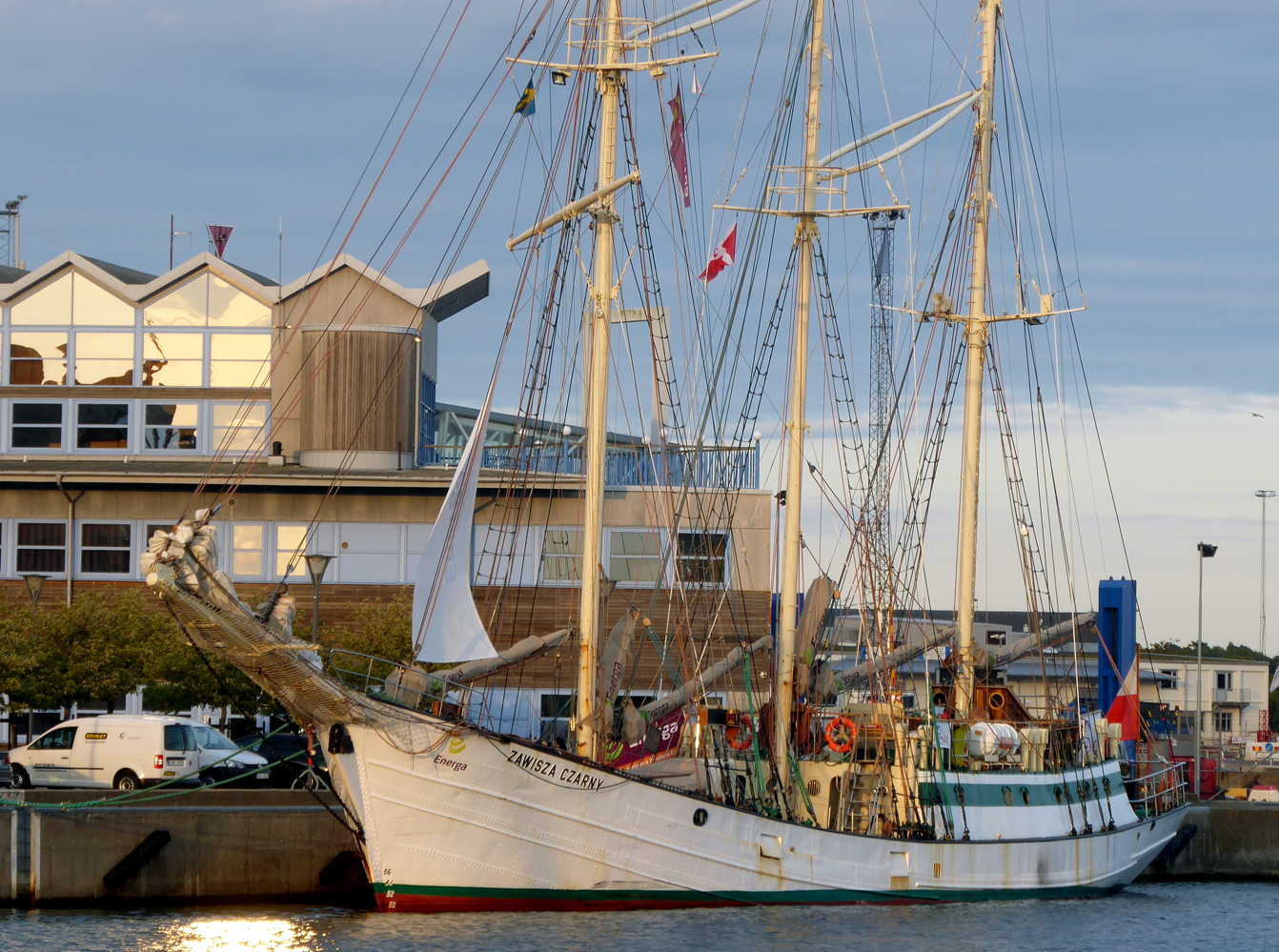
Zawisza Czarny Ystad 15 aug 2018.

Das Schiff ist nach dem legendenbehafteten polnischen Ritter und Deutschorden-Mitglied Zawisza Czarny von Garbow (deutsch auch Sawischa, Sabisch, Sewisch, Zawisch) benannt. Er lebte um die Wende des 14./15. Jahrhunderts. Zawisza war Ritter am Hof des Königs Władysław II. Jagiełło, kam im Kampf gegen die Osmanen um und gilt in Polen als Symbol für Mut.

## Einsatz
Das Schiff segelt weltweit und unternahm unter anderem einen Törn um Kap Hoorn. Auf dem Schiff der ZHP segelten unterschiedliche Besatzungen, u. a. gab es einen Törn, bei dem die Hälfte der Besatzung aus blinden Menschen bestand.